# Elmenteita (jezioro)
Elmenteita – alkaliczne jezioro w środkowej Kenii położone w Wielkim Rowie Wschodnim, 40 km od miasta Naivasha. Miejsce żerowania stad flamingów w podróży do jeziora Natron.